# Râul Ciclova
Râul Ciclova este un curs de apă, afluent al râului Caraș. 

## Hărți
- Harta județului Caraș-Severin